# Адвентистські школи України

## Адвентистські школи України
Адвентистські школи - це освітні заклади, які належать церкві Адвентистів сьомого дня і керуються її принципами та місією. Ці школи функціонують по всьому світу і є однією з найбільших християнських освітніх систем. Їхня діяльність має на меті розвивати в учнях цілісний світогляд, що поєднує академічні знання та духовні цінності. Освітні програми адвентистських шкіл відповідають державним стандартам освіти України.
Такі навчальні заклади засновують представники церкви Адвентистів сьомого дня. У школах приділяється велика увага розвитку соціальних і практичних навичок, що допомагають учням стати свідомими громадянами та відповідальними членами суспільства.
Перша адвентистська школа в Україні з’явилася у Чернівцях у 1992 році, але тоді проіснувала лише до 1996 року. Другою відкрилася школа «Досвітня зоря» у Києві (1993 рік), яка функціонує і досі. Наразі діє 23 таких адвентистських заклади, які продовжують збагачувати освітній простір, інтегруючи християнські цінності в сучасні навчальні програми. Школи активно підтримують позакласну діяльність, включаючи участь у благодійних акціях, спортивних заходах та культурних проєктах, що сприяє всебічному розвитку молоді.

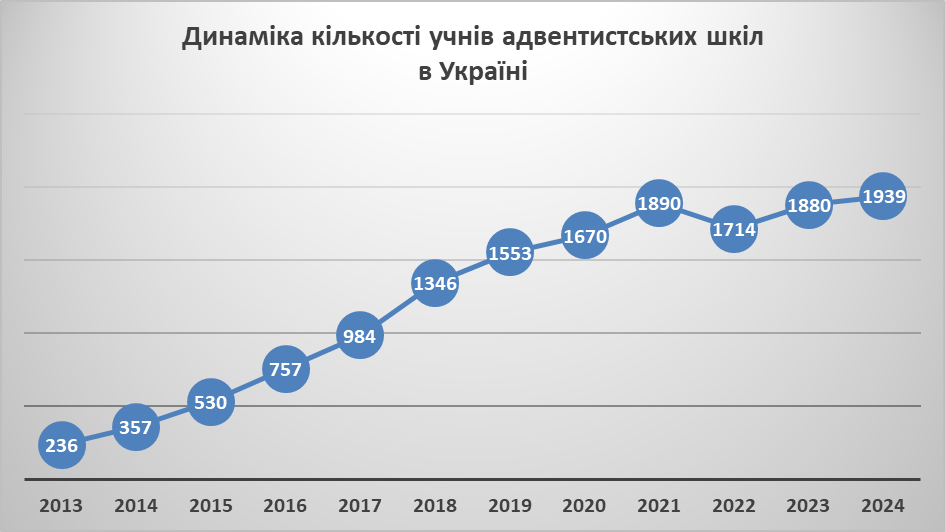
Динаміка кількості учнів адвентиських шкіл в Україні з 2013 по 2024 роки

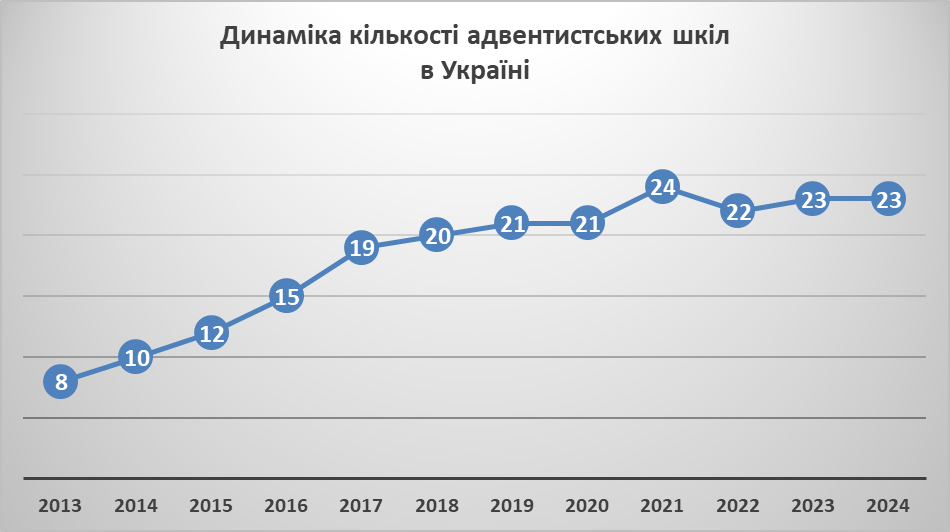
Динаміка кількості адвентиських шкіл в Україні з 2013 по 2024 роки

## Філософія адвентистської освіти

### Філософія
Освітня філософія адвентистів має глибоке духовне підґрунтя. Вони розглядають освіту як шлях пізнання Бога через три основні джерела: природу, Біблію та особу Ісуса Христа. При цьому провідником у цьому пізнанні виступає Святий Дух.
Унікальність адвентистської освіти полягає в її визначальній меті - відновленні людини до первісного Божественного образу. Спираючись на біблійні принципи та вчення Еллен Уайт, вони розглядають освіту не просто як передачу знань, а як глибокий процес духовного перетворення особистості.
Головне завдання - допомогти людині максимально наблизитися до первісного задуму Творця про неї, розкрити її справжню суть і призначення.
Адвентисти бачать Бога як джерело безмежної любові, мудрості та сили. Вони вважають, що Бог прагне особистого зв'язку з кожною людиною, пропонуючи благодать як інструмент відновлення.
Освіта в їхньому розумінні - це не лише академічне навчання, а цілісний процес перетворення особистості. Її мета - допомогти людині наблизитися до Божественного ідеалу через духовний розвиток, інтелектуальне зростання, фізичне вдосконалення та соціальну інтеграцію.
Принципи адвентистської освіти: формування віри в Бога, повага до гідності кожної людини, розвиток критичного мислення, служіння іншим та максимальне розкриття індивідуального потенціалу.
Освіта розглядається як спільна місія батьків, шкіл і церкви, що готує відповідальних громадян не тільки для земного життя, але й для вічності.

### Ціль і місія
Адвентистська освіта має цілісну мету - підготувати людину до повноцінного життя через: зміцнення стосунків з Богом, всебічний розвиток особистості, формування біблійних цінностей та виховання духу безкорисливого служіння.
Кінцева мета - реалізація місії Церкви адвентистів сьомого дня, яка полягає у створенні радісного, змістовного життєвого шляху для кожної людини.

### Ключові компоненти

#### Учень
В адвентистській освітній філософії учень розглядається як унікальна Божа дитина, яка заслуговує на любов та повне прийняття.
Основні принципи: індивідуальний підхід до кожного учня, допомога в розкритті особистого потенціалу, реалізація Божественного призначення для життя.
Критерієм успішності школи вважається не лише академічна успішність, а й духовне та особистісне зростання учнів. Головне завдання освіти - створити середовище, де кожен учень може максимально наблизитися до свого найвищого призначення.

#### Учитель
В адвентистській освіті вчитель - ключова фігура, яка має відповідати високим стандартам: бути глибоко віруючою людиною, демонструвати зразкову поведінку християнина, мати професійну експертність та слугувати моральним орієнтиром для учнів.
Головне завдання вчителя - не лише передавати знання, але й особистим прикладом показувати принципи християнської благодаті та професійної майстерності.

#### Знання
Освітній процес завжди базується на певних світоглядних принципах. Адвентистський підхід визнає два виміри реальності - природний і надприродний.
Для них "знання" - це набагато більше, ніж суто інтелектуальна або наукова інформація. Справжнє пізнання включає: когнітивний вимір, емпіричний досвід, емоційну складову, стосункові аспекти, інтуїтивне сприйняття, духовне розуміння.
Мета пізнання - не просто накопичення інформації, а досягнення мудрості, яка виявляється в конкретних діях та ставленні до світу.

#### Навчальна програма
Навчальна програма спрямована на досягнення високого рівня освіти і включає основні загальноосвітні дисципліни, необхідні для виховання відповідальних громадян. Вона також приділяє особливу увагу духовним цінностям, які відображають християнський спосіб життя і сприяють формуванню спільноти. В учнях виховується повага до християнської спадщини, прагнення до соціальної справедливості та турбота про навколишнє середовище. Програма є збалансованою та інтегрованою, враховуючи потреби розвитку у духовній, інтелектуальній, фізичній, соціальній, емоційній і професійній сферах. Усі предмети викладаються з точки зору біблійного світогляду, з урахуванням концепції Великої боротьби.

#### Навчання
Програма класу приділяє увагу всім аспектам істинного знання, гармонійно поєднуючи віру та навчальний процес. Методика викладання враховує індивідуальні потреби й здібності кожного учня, забезпечуючи можливість практичного застосування знань. Вона також спрямована на розвиток дисципліни та підтримання культурних цінностей.

#### Дисципліна
Дисципліна у християнській школі базується на прагненні відновити Божий образ у кожному учневі, враховуючи свободу вибору та дію Святого Духа. Вона не є покаранням, а спрямована на формування навичок самоконтролю та відповідальності.

#### Шкільне життя
Освітнє середовище будується на гармонійному поєднанні поклоніння, навчання, праці та відпочинку, приділяючи особливу увагу їх збалансованості. У шкільній спільноті панують радість і духовна атмосфера, а також дух співпраці й поваги до різних особистостей і культур.

### Початкові школи
Адвентистська початкова школа надає учням: 1) середовище, де вони можуть пізнати Божу волю, присвятити своє життя Йому та радіти, допомагаючи іншим; 2) структуровану програму, що сприяє всебічному розвитку – духовному, фізичному, інтелектуальному, соціальному та емоційному; 3) необхідні знання й навички для повсякденного життя, відповідно до їхнього віку; 4) усвідомлення цінності та повагу до свого дому, церкви, школи й спільноти.

### Середні й старші школи
Адвентистські середні та старші школи будуються на фундаменті, закладеному в початковій школі, наголошувати на цінностях, прийнятті рішень і наслідуванні характеру Христа. Вони надають учням:
1. навчальну програму, яка поєднує академічні знання, духовні цінності та практичні аспекти життя;
2. всебічну академічну й професійну підготовку, що сприяє успішному вибору кар’єри та продуктивному життю;
3. можливість інтегрувати християнську віру у своє повсякденне життя, що сприятиме глибшим стосункам з людьми та з Богом;
4. умови для розвитку християнського способу життя, орієнтованого на цінності, служіння і свідчення.

Створення адвентистських шкіл - це не випадковість, а свідома стратегія церкви. Усвідомлюючи унікальність своєї філософії, адвентисти побудували власну освітню систему для передачі цінностей молоді. В результаті була створена мережа з майже 8000 навчальних закладів, які мають чітку філософську основу освіти.
Школи мають залишатися вірними своїм первинним принципам. Відхід від цих основ може «вбити» адвентистську освіту. Тому вивчення філософських засад освіти критично важливе для всіх учасників освітнього процесу - педагогів, адміністраторів, пасторів і батьків.

## Опис шкіл

### «Соломон» (Чернівці)

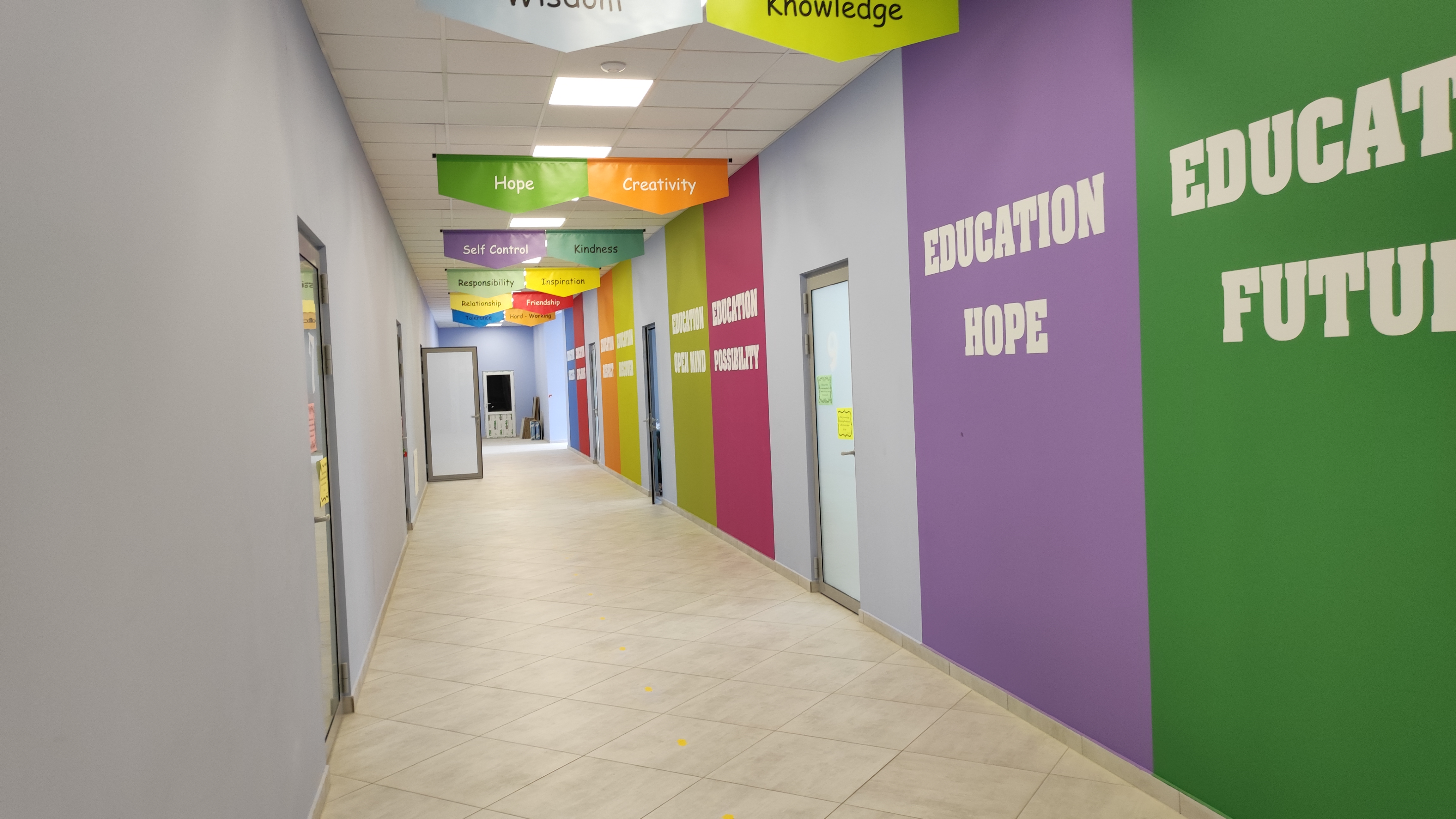
Заклад освіти в місті Чернівці

Здобуття Україною незалежності відкрило нові можливості для приватних, зокрема релігійних, навчальних закладів. Однак шлях їх становлення був складним через радянську ментальність чиновників та недосконале законодавство.
У 1992 році Церква адвентистів сьомого дня в Чернівцях вирішила заснувати власну школу. Місцева влада, зокрема міський голова Віктор Павлюк, підтримав цю ініціативу. Школа розпочала роботу з 1-3 класів у приміщенні церкви на вулиці Українській. Першим директором став Ігор Білоногов. Педагогічний колектив склали досвідчені вчителі, які викладали різні предмети, включаючи англійську мову, музику та Біблію.
Проте з 1995-1996 навчального року школа зіткнулася з тиском із боку місцевих органів освіти. Їй висували вимоги про закриття через неврегульованість законодавства щодо релігійних навчальних закладів. Під тиском адміністрація прийняла рішення закрити школу, а учнів перевели до школи №14.
Коли закони змінилися і релігійним організаціям дозволили відкривати приватні школи, з'явився новий шанс. Через понад 20 років Церква змогла відновити школу. За роки незалежності України виросло нове покоління вчителів – професійних та досвідчених. Саме вони стали основою команди, яка сьогодні працює в гімназії «Соломон».

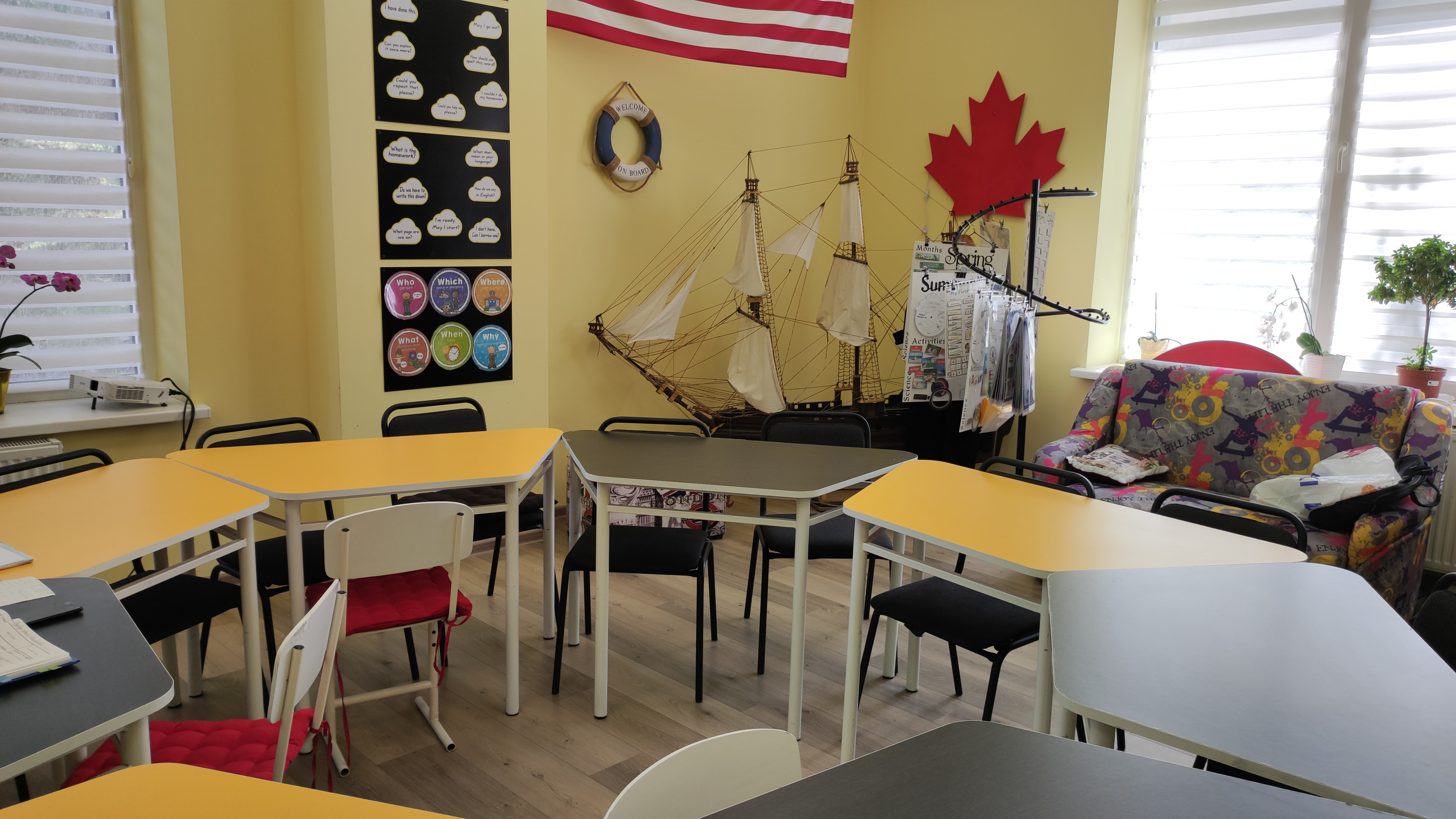
Кабінет англійської мови в Чернівецькому Ліцеї (2022 рік)

У 2020 році освітнє законодавство знову змінилося – Верховна Рада ухвалила новий Закон «Про повну загальну середню освіту». Відповідно до нових вимог, засновники вирішили отримати статус гімназії. Після виконання всіх необхідних умов та оформлення документів навчально-виховний комплекс «Соломон» став Приватною гімназією «Соломон». Сьогодні тут здобувають освіту 360 учнів.

### «Досвітня зоря» (Київ)
«Досвітня зоря» – одна з перших приватних шкіл незалежної України, яка відкрила свої двері для учнів у 1993 році.
Все почалося з мрії створити школу, де діти навчатимуться у християнському дусі. Цю мрію підтримали американські меценати, які надали фінансову допомогу. Віруючі батьки, вчителі та церковні служителі об'єднали зусилля: орендували частину дитсадка №638 на Богатирській 18є, дістали перші парти та підручники.
1 листопада 1993 року школа нарешті відчинила двері для свого першого класу. 16 маленьких учнів зустріла їхня перша вчителька – Ольга Волкова. Це був особливий день: пастор церкви і шкільний капелан Павло Хімінець помолився за школу і благословив її. Відкриття «Досвітньої зорі» стало живим символом нової, вільної України, де можна відкрито сповідувати свою віру.
Протягом років школа пройшла через різні випробування, але не зійшла зі свого шляху. І сьогодні «Досвітня зоря» продовжує свою важливу місію в Києві – виховує дітей у любові до Бога і людей, допомагає їм стати освіченими, добрими та духовно зрілими особистостями.

### «Стежинка мудрості» (Дніпро)
Історія «Стежинки мудрості» почалася в 2007 році, коли група віруючих батьків, вчителів та меценатів об'єднались, щоб створити приватний навчально-виховний комплекс «Гармонія». Спочатку це були всього два класи, але вже тоді школа виділялася своїм сучасним підходом до навчання.
Перші кроки були невеликими – групи розвитку та підготовки до школи. Під керівництвом директорки Тетяни Литвинюк маленька дошкільна група поступово перетворилася на справжню школу. 2015 рік став особливим – перші учні закінчили початкову школу і пішли в 5 клас. Того ж року до них приєдналися діти зі школи «Благословіння», що дозволило відкрити 6 і 7 класи в новому триповерховому корпусі.
У 2017 році школу очолив Олег Василенко. Він зосередився на тому, щоб осучаснити методи навчання. Наступного року школа відсвяткувала свій перший випуск 9 класу. 2019 рік приніс багато змін – новим директором став Руслан Спіцин, відкрилися два перших класи (один з них за програмою «Інтелект України»), а школа отримала нові статус і назву – ліцей «Стежинка мудрості».
2020 рік став особливо важливим – відкрилася старша школа, куди пішли учні, які починали своє навчання ще в «Гармонії». А в 2022 році ліцей досяг важливої мети – випустив свій перший 11 клас.

### «Живе Слово» (Львів)
«Живе слово» розпочало свій шлях у 2009 році. Першим директором став Олександр Коберник. Потім керівництво перейняла Наталія Слободська, яка налагодила всю документацію, подбала про розвиток учнів і вчителів, а також зміцнила зв'язки з організацією-засновником. Вісім років школою керувала Анжела Поліщук. За цей час школа значно виросла і досягла багатьох успіхів. Сьогодні директоркою є Олена Кушнір.
Учні «Живого слова» постійно перемагають в олімпіадах і конкурсах різних рівнів. У 2021 році школа потрапила до топ-200 найкращих шкіл України за результатами ЗНО. Серед останніх досягнень – випускник, який набрав максимальні 200 балів з англійської на НМТ, та кілька золотих медалістів.
Вчителі теж не відстають: 13 з них перемогли в програмі «Успішний педагог» та конкурсі «Учитель року». Троє отримали особливу подяку від канадців за найкращі дистанційні уроки.
Школа любить творчі проєкти. Наприклад, організували конкурс «Біблійні історії очима дітей», в якому взяли участь 440 львівських школярів. А в 2023 році вчителі разом з учнями створили пластилінові мультфільми, які зацікавили навіть відомих видавців дитячих книжок.
У школі діє «Поведінковий кодекс учня» – правила, які допомагають створити дружню атмосферу. Тут багато гарних традицій: літні табори англійської мови, вистави шкільного театру, лялькові вистави.
Навіть під час пандемії та війни «Живе слово» допомагає іншим. Вони започаткували проєкт «Діти дітям», підтримують сім'ї захисників, переселенців та тих, хто цього потребує. У 2020 році школу визнали найблагодійнішою на Львівщині, а в 2023 році Національний реєстр рекордів України відзначив її за соціальне служіння серед приватних шкіл.

### «Джерело мудрості» (Вінниця)

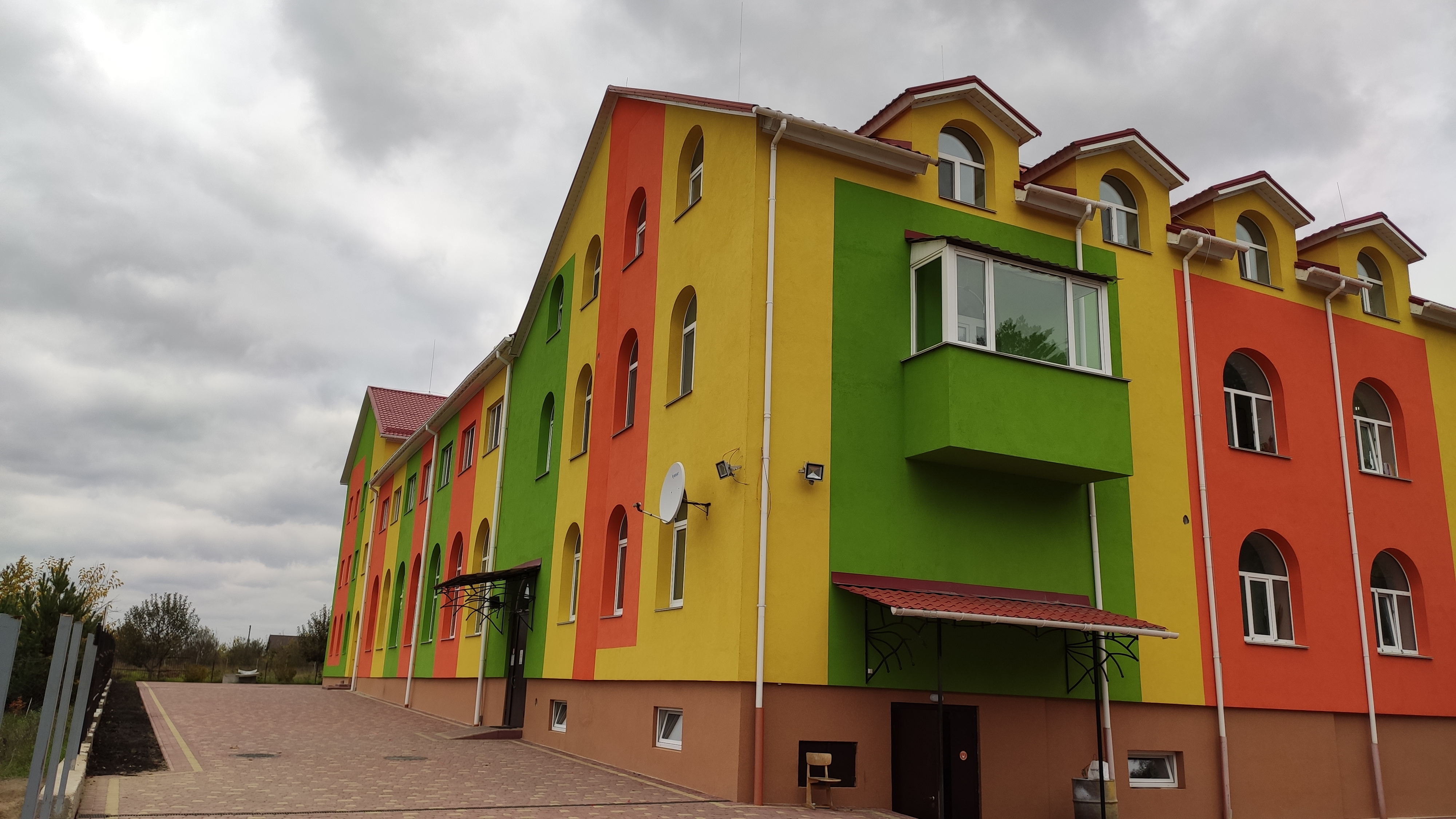
Адвентистський заклад освіти у передмісті Вінниці

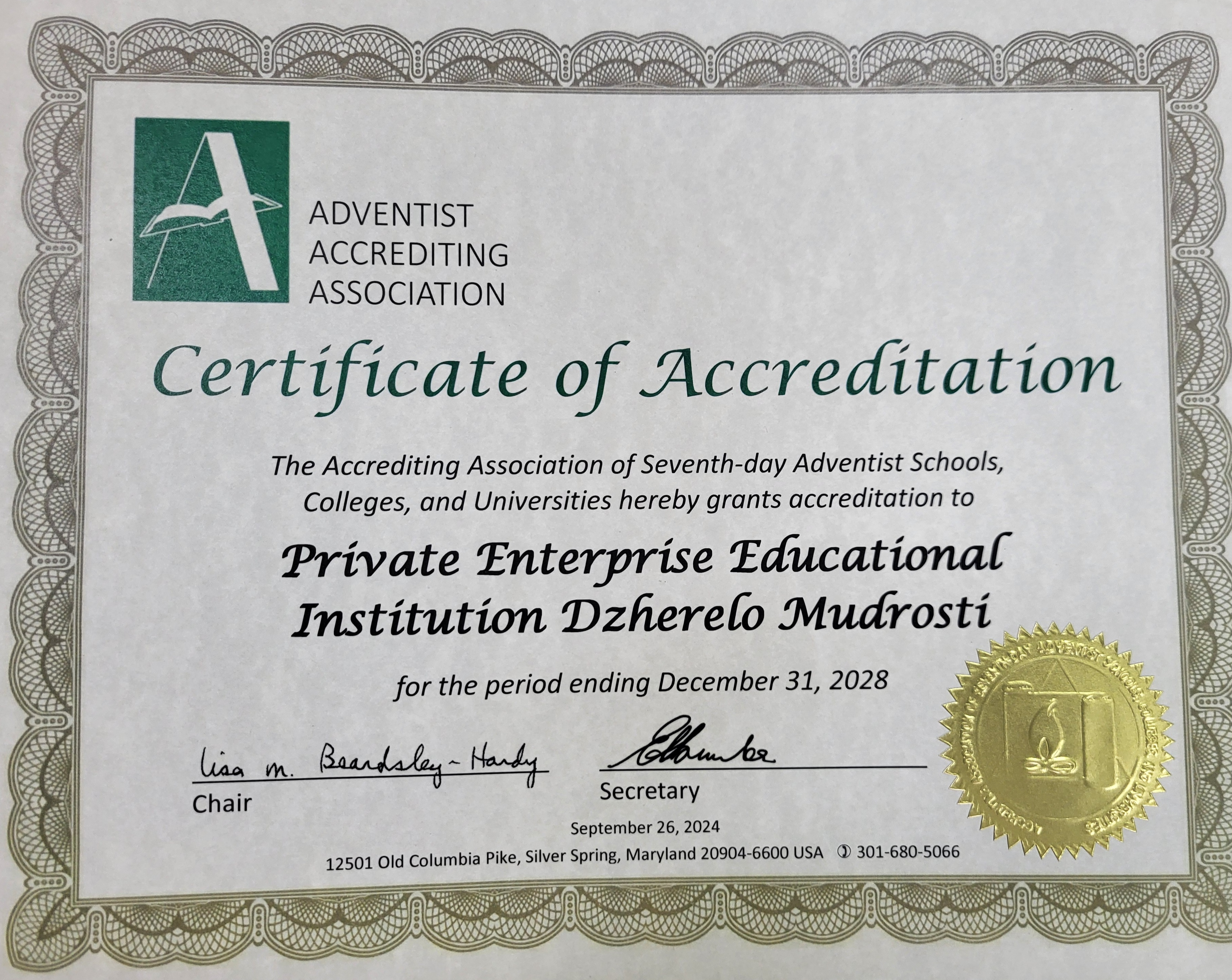
Сертифікат міжнародної акредитації Вінницького ліцею Джерело мудрості

«Джерело мудрості» з'явилося у 2011 році, коли батьки та члени вінницької Церкви адвентистів сьомого дня вирішили створити свій навчальний заклад. Спочатку це був невеликий дошкільний центр при Центральній громаді міста.
Але дітей ставало все більше, і батьки хотіли, щоб їхні малюки могли продовжити навчання в школі з такими ж цінностями. Проте старе приміщення було замалим для школи. Тому в жовтні 2012 року знайшли і купили будівлю неподалік Вінниці.
У квітні 2013 року почали перебудову приміщення під школу. Всі разом – батьки, вчителі, члени громади – працювали над тим, щоб 1 вересня 2013 року «Джерело мудрості» змогло прийняти своїх перших школярів. У 2024 році школа отримала сертифікат про міжнародну акредитацію.

### «Еммануїл» (Мукачево)
«Еммануїл» почав свою історію в 2014 році в Мукачеві. Спочатку це були всього два класи в невеликих кабінетах – підготовчий («нульовий») і перший. Школу заснував благодійний фонд «Регіон Карпат», і вона працювала за звичайною шкільною програмою.
Цікаво, що першими вчителями стали батьки учнів, які мали педагогічну освіту. Дехто з них вже працював у школах раніше, а хтось вчився викладати прямо на ходу. Школа росла поступово – щороку додавався один новий клас. Перші п'ять років «Еммануїл» ріс разом зі своїми першими учнями – розвивалися і класи, і сама школа.
З грошима було непросто. У 2015-2017 роках школа ледве зводила кінці з кінцями – всі гроші йшли на найнеобхідніше, тому швидко розширюватися чи запрошувати дорогих фахівців не виходило. Але навіть у таких умовах у 2016 році зробили чудове приміщення для підготовчого класу з роздягальнею, спальнею та ігровою зоною. Також з'явилися медкабінет і два комп'ютерні класи – один для вчителів, інший для уроків інформатики.
Велику підтримку школі надає Церква адвентистів сьомого дня. Те, що учнів стає все більше, говорить про те, що школа робить свою справу добре. «Еммануїл» не стоїть на місці – постійно шукає нові способи навчання, які підходять сучасним дітям, впроваджує нові технології. Школа також шукає додаткове фінансування, щоб зробити класи більш просторими та створити більше місць для навчання та ігор.

### «Академія мудрості» (Буча)
Приватний ліцей «Академія мудрості» в Бучі розпочав свою діяльність у 2015 році завдяки співпраці Василя Костюка та Людмили Штанько. Спочатку в школі навчалося 8 учнів, а першою директоркою стала Ірина Бегас.
У 2016 році набрали два перших класи по 15 учнів і запровадили навчання для середньої школи. Згодом 5-й клас об'єднали з початковою школою. 2018 року заклад отримав статус ліцею, що дозволило навчати дітей з 1 по 11 класи. Головою ради ліцею став Андрій Шевчук. У 2020-2021 навчальному році директором був Сергій Кожух, і відбувся перший випуск 11-го класу. Того часу кількість учнів досягла максимуму.
2021-2022 навчальний рік став складним через пандемію та війну. Навчання відбувалося дистанційно та очно, а учасники навчального процесу були вимушені роз'їхатися. Тоді директоркою була Аліна Толбас. Нині ліцей очолює Ірина Стешиц, яка продовжує розвивати заклад, дбаючи про якісну освіту та християнські цінності. У 2024 році школа отримала сертифікат про міжнародну акредитацію.

### «Оазис надії» (Черкаси)
На початку свого шляху школа зіткнулася з серйозними труднощами - працювала без власної ліцензії, тому мусила співпрацювати з іншими школами через екстернат. Треба було також з нуля створювати команду вчителів та забезпечувати школу всім необхідним.
Велику допомогу у становленні закладу надала Всесвітня адвентистська церква, Генеральна конференція та різні спонсори. Їхні кошти дозволили відремонтувати приміщення та створити належні умови для навчання.
2018 рік став переломним - школа стала настільки популярною, що утворилися черги з охочих там навчатися. Це підштовхнуло до амбітного плану - будівництва нового корпусу. Проєкт стартував у 2020/21 навчальному році, коли отримали всі потрібні дозволи. Додатково вдалося придбати сусідню земельну ділянку.
Тоді ж школа привернула увагу місцевої влади. Її відвідали міський голова Анатолій Бондаренко, керівництво районної ради та освітнього департаменту. Вони особливо відзначили важливість духовного виховання учнів у закладі.
Важливою подією стало перше в історії школи вручення свідоцтв випускникам 9 класу. Проте заклад все ще має певні матеріальні проблеми, зокрема потребує більше комп'ютерів та спеціального навчального обладнання.

### «Перлина знань» (Біла Церква)
У 2016 році за підтримки начальника відділу освіти Адвентистської церкви Віталія Нероби було створено перші два класи білоцерківського ліцею «Перлина знань». Ініціаторами заснування стали батьки другої громади Церкви адвентистів сьомого дня, і спочатку заняття проходили в цокольному приміщенні громади.
Першою директоркою була Ірина Снігур, яку за рік замінила Любов Козак. Остання зіграла ключову роль у отриманні ліцензії та пошуку приміщення. Важливим етапом стала співпраця з місцевою музичною школою, яка відкрила філію в закладі. Окрасою школи став хор під керівництвом Анни Бондаренко.
Упродовж трьох років громада та закордонні благодійники збирали кошти на нове приміщення. Будівництво відбувалося під наглядом пастора Іллі Величка. Валентин Педченко, один з ключових ініціаторів створення, згодом став директором і завершив процес становлення закладу. Офіційне відкриття ліцею «Перлина знань» відбулося 1 вересня 2021 року.

### «Щасливе місто» (Тячів)
У березні 2016 року було ухвалено рішення про створення адвентистського загальноосвітнього навчального закладу в Тячеві. Ідею підтримала Тячівська міська рада, яка у квітні того ж року дала дозвіл на відкриття школи. Згодом начальник відділу освіти Тячівської міської ради затвердив статут нового закладу – Приватного навчально-виховного комплексу «Дошкільний навчальний заклад – загальноосвітня школа I-III ступенів «Щасливе місто»». Державну реєстрацію заклад отримав 20 травня 2016 року.
Директором комплексу за рішенням ради засновників, адміністрації та відділу освіти Західної конференції Церкви адвентистів сьомого дня призначили Олександра Коберника. Він офіційно приступив до виконання обов’язків 1 червня 2016 року.
Розвиток школи розпочався з реконструкції адміністративної будівлі, яку надав спонсор, для облаштування навчального корпусу. Одночасно створювали матеріально-технічну базу, формували педагогічний колектив і набирали перших учнів та вихованців.

### «Джерело знань» (Ільниця)
Ця школа почала свою історію в 2018 році в цокольному приміщенні церкви адвентистів в селі Ільниця. Перший рік існування був скромним – було прийнято лише 4 дітей. Та і це дозволило сформувати перший навчальний колектив і створити атмосферу, в якій кожен учень міг отримати індивідуальну увагу. Наступного року кількість учнів збільшилася ще на 5 дітей і одну вчительку. Потім ще і ще. Першою директоркою стала Алла Павлище, яка 6 років дбала про школу і шукала додаткові можливості для розвитку. Потім її змінила Ярослава Бужора, яка продовжує розвивати заклад. На сьогоднішній день школа має 4 класи і 28 учнів. Щороку кількість учнів зростає, незважаючи на складні умови війни. Це показник, який свідчить про стабільний попит та якісну освіту, яку надає школа. Зараз школа надає не лише освітні послуги, але й приділяє велику увагу розвитку позакласної діяльності. Учні беруть участь у різних гуртках, які функціонують на базі школи.

### «ДієСлово» (Херсон)
У 2019 році в Херсоні відкрився приватний навчальний заклад «ДивоSvit». 9 вересня школа прийняла 53 учні: 15 першокласників, 13 учнів 2 класу, по 7 учнів у 3 та 4 класах і 11 учнів 5 класу.
Директором стала Оксана Урсуленко. Школа викладала загальноосвітні предмети, поглиблено вивчала англійську мову та Біблію. Працювали гуртки малювання і музики. Учні отримували вегетаріанське харчування, могли відвідувати групу продовженого дня до 18:00. Духовний супровід здійснював капелан Іван Міненко.
26 серпня 2020 року заклад отримав ліцензію і змінив назву на «ДієСлово». З вересня кількість учнів зросла до 67 осіб. Навчальний процес включав щоденні молитви, тематичні уроки, спеціальні програми для батьків та особливу увагу до духовного розвитку. Під час пандемії дотримувалися всіх карантинних вимог. У 2020 році тривало оновлення матеріально-технічної бази, зокрема проводився ремонт їдальні та спортивного залу.

### «Місто Надії» (Луцьк)
Історія цього навчального закладу почалася у 2015 році з відкриттям дитячого садка при місцевій адвентистській громаді, який швидко здобув популярність серед батьків та дітей. Близько 60 дітей відвідували цей садок, який став місцем знайомства багатьох родин із адвентистською громадою. За кілька років стало очевидним, що місцевій спільноті потрібна також школа.
Після років планування та будівництва церква змогла, попри труднощі війни, запустити перший клас у 2023 році. Військові реалії внесли свої корективи: підготовка до відкриття вимагала не лише отримання державної ліцензії, але й створення бомбосховища, щоб організувати дітям безпечні умови.

## Соціальна діяльність
«Відновлення з любов'ю» - благодійний проєкт адвентистського ліцею «Живе Слово» у м. Львів

З початку повномасштабної війни ліцей «Живе Слово» у Львові займається волонтерською діяльністю на користь внутрішньо переміщених осіб. У співпраці з міськими службами ліцей надає психологічну, соціальну та матеріальну допомогу постраждалим від війни мешканцям східних областей України. Завдяки благодійному забігу, організованому німецькою школою-партнером у Дармштадті, ліцей отримав фінансування для реалізації проекту з допомоги 400 сім'ям ВПО до кінця серпня 2023 року. Проєкт передбачає проведення різноманітних заходів для дітей та дорослих, спрямованих на їхнє фізичне, психологічне та соціальне відновлення.
Волонтерська робота дітей ліцею «Живе Слово»

Львівський ліцей «Живе Слово» з початку повномасштабної війни став центром гуманітарної допомоги. Заклад надав прихисток понад 1500 внутрішньо переміщеним особам, здебільшого сім'ям із дітьми. Учні ліцею ініціювали низку благодійних акцій: проводили майстер-класи, організовували ярмарки та збирали кошти. Завдяки їхнім зусиллям було зібрано понад 18 тисяч гривень, які спрямували на допомогу постраждалим від війни та Збройним Силам України.
Учні Львова відобразили свої надії у «Потязі перемоги»

Учні львівського ліцею «Живе Слово» створили пластиліновий мультфільм «Потяг перемоги», в якому відобразили досвід українських дітей під час війни. У створенні мультфільму взяли участь понад 100 учнів, включаючи дітей з особливими потребами та внутрішньо переміщених осіб. Мультфільм став результатом тисяч фотографій та кропіткої роботи дітей, які виразили свої емоції та переживання через пластилінові образи. Проєкт об'єднав дітей з різних регіонів України і став символом їхньої незламності та надії на мир.
Приміщення львівського ліцею «Живе Слово» служить потребам переселенців

З початком повномасштабної війни працівники ліцею зосередили свою увагу на тому, щоб задовольнити потреби дорослих і дітей, евакуйованих з місць, де йдуть активні бойові дії. Для людей була організована психологічна, духовна допомога, харчування та проживання. Деякі учні виїхали до країн Західної Європи, але на їх місце приїхали діти внутрішньо переміщених осіб.
Учні НВК «Соломон» допомагають безпритульним чотирилапим

Карантин ускладнив життя не лише людей, а й безпритульних тварин, тож учні 7 класу НВК «Соломон» зібрали 60 кг корму для таких тварин, передавши його волонтерам організації «Небайдужі».

## Досягнення
- У 2023 році ліцей «Живе слово» отримав сертифікат від Національного реєстру рекордів України в категорії «Людські досягнення» за найбільшу кількість соціальних заходів. Протягом року було проведено 45 заходів, якими охоплено 3000 очних відвідувачів у Львові.[25]
- У 2024 році  ліцей «Живе слово» отримав Сертифікат рекорду соціального служіння на базі закладу приватної освіти всеукраїнського рівня [26].

## Діяльність шкіл під час повномасштабного вторгнення

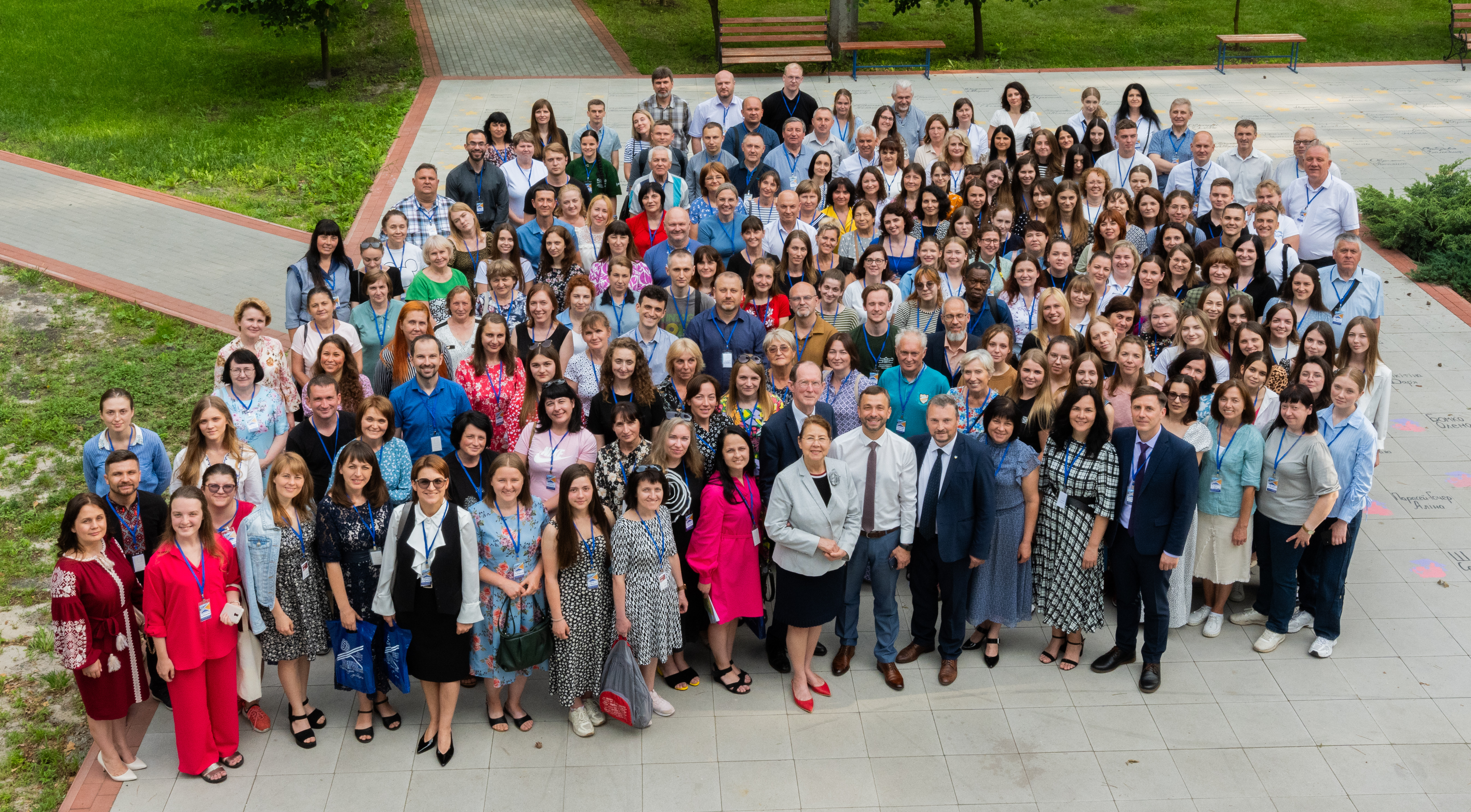
Конгрес вчителів адвентистських закладів освіти Буча 2024

Після початку повномасштабної війни 24 лютого 2022 року адвентистські школи в Україні зіткнулися зі значними труднощами у функціонуванні. 45% учнів адвентистських шкіл виїхали за кордон, 15% переїхали в інші міста. Міграція торкнулася і вчителів – 31% виїхали за кордон, а 13% змінили своє місце проживання в межах України.

На початку війни школи тимчасово змінили формат діяльності, надаючи допомогу внутрішньо переміщеним особам. У деяких закладах люди проживали тривалий час, інші працювали як транзитні пункти, забезпечуючи ночівлю, харчування та транспортування до безпечних регіонів.

У березні 2022 року школи поступово відновили навчальний процес, і до кінця навчального року 9 закладів працювали в повноцінному режимі. 76% учнів повернулися до навчання до завершення 2021-2022 року, а 77% учителів продовжили викладання. У результаті 23 із 24 адвентистських шкіл змогли завершити навчальний рік у травні.

## Співпраця з іншими закладами освіти
Український гуманітарний інститут підтримує тісну співпрацю  з школами, засновниками яких є Церква АСД або її організації.

Інститут має цільове замовлення на підготовку вчителів початкових класів, вже здійснивши два випуски цільових груп студентів, які успішно працевлаштовані в школах. Викладачі шкіл АСД мають можливість отримати другу вищу освіту на заочній формі навчання. УГІ також регулярно проводить курси, семінари та конференції для педагогічних працівників.

Студенти інституту проходять практику в школах АСД за освітніми програмами початкової освіти, фізичного виховання та психології на підставі укладених договорів. Директори цих шкіл беруть активну участь як стейкхолдери, беручи участь у періодичних зустрічах та опитуваннях щодо вдосконалення освітніх програм.

Особливо тісна співпраця склалася з приватним ліцеєм «Академія мудрості», яка слугує для УГІ унікальним навчальним центром. Тут студенти не лише проходять практику, але й долучаються до практичної діяльності ліцею під час навчальних занять та самостійної роботи.

## Відомі особистості
- Коберник Олександр Петрович - засновник та перший директор приватного ліцею «Живе Слово» (2007-2012)[27], директор приватного ліцею «Щасливе місто» у місті Тячів Закарпатської області (2016-2020)
- Гайсан Алла Омелянівна - директорка навчально-виховного комплексу «Соломон», лауреатка премії Верховної Ради України[28], лауреатка ІІ туру конкурсу "Учитель року - 2021" в номінації "Керівник закладу освіти"[29]]
- Стешиц Ірина Вікторівна - директорка приватного ліцею «Академія мудрості», доктор філософії освіти[30].

## Сучасний стан та перспективи
Станом на 1 січня 2024 року в Україні функціонує 24 адвентистські школи, у яких навчається 1890 учнів. Два заклади розташовані на тимчасово окупованих територіях, а частина шкіл перебуває поблизу зон активних бойових дій і регулярно стикається з обстрілами.

Триває будівництво нових приміщень для шкіл. Черкаська школа «Оазис надії» розпочала будівельні роботи ще до початку повномасштабної війни й продовжує їх нині. Київська школа «Досвітня зоря» отримала дозвіл на будівництво напередодні війни, і цей проєкт також перебуває у стадії реалізації. У Луцьку заклад «Місто Надії» розпочав підготовку нових приміщень для потреб школи.

Окрім будівельних проєктів, Відділ освіти Адвентистської церкви в Україні веде перемовини з закордонними видавництвами щодо отримання прав на переклад і видання підручника для вивчення Біблії.

## Критика
Основні аспекти критики релігійного виховання в освіті представлені занепокоєнням молодих, переважно світськи налаштованих батьків щодо конфесіоналізації шкільної освіти. Критичні настрої відрізняються залежно від регіону: на заході України спостерігається більша толерантність до релігійної присутності в школах, тоді як на сході та півдні країни внаслідок радянського спадку напруженість навколо цього питання сильніша.

Важливо зазначити, що предмет «Християнська етика» не сприймається як пряма «церква у школі». Практично відсутня значна критика вивчення Біблії в рамках предметів «Світова література» та «Культура», а етичне виховання релігійного спрямування також не викликає масштабних протестів.

На відміну від критики в державній освітній системі, адвентистські школи здебільшого уникають подібної критики через свій приватний статус та специфічну цільову аудиторію. Ці школи орієнтовані на дітей сімей адвентистів, батьків, відкритих до релігійної освіти, та тих, хто вбачає в такій освіті передусім етичний та виховний потенціал. Додатково такі школи приваблюють батьків дітей з особливими освітніми потребами, які шукають альтернативні освітні середовища.

Таким чином, критика релігійного компоненту в адвентистських школах має контекстуальний характер і значною мірою залежить від регіональних, соціальних та індивідуальних особливостей сприйняття релігійної освіти.

## Дивитися також
- Духовні навчальні заклади
- Церква адвентистів сьомого дня
- Церква адвентистів сьомого дня в Україні